# Caesar Mannelli
Caesar J. Mannelli (8 de julho de 1897 – 3 de maio de 1936) foi um jogador de rugby union, basquete e beisebol estadunidense, campeão olímpico.

## Carreira
Mannelli se formou na Lowell High School, e enquanto estudava na Universidade de Santa Clara, representou o Santa Clara Broncos no basquete, futebol americano e rugby union, mas seu ponto mais forte foi o beisebol. Ele integrou a equipe da Seleção de Rugby dos Estados Unidos que conquistou a medalha de ouro nos Jogos Olímpicos de Verão de 1924 em Paris. Ele jogou as duas partidas da competição, nas quais os americanos derrotaram a Romênia por 37–0 no Stade de Colombes em 11 de maio , e uma semana depois derrotaram a França por 17–3. Juntamente com outros medalhistas de ouro do rugby union, ele foi incluído no Hall da Fama do IRB em 2012.